# EN361

## Lourinhã – Parceiros de São João

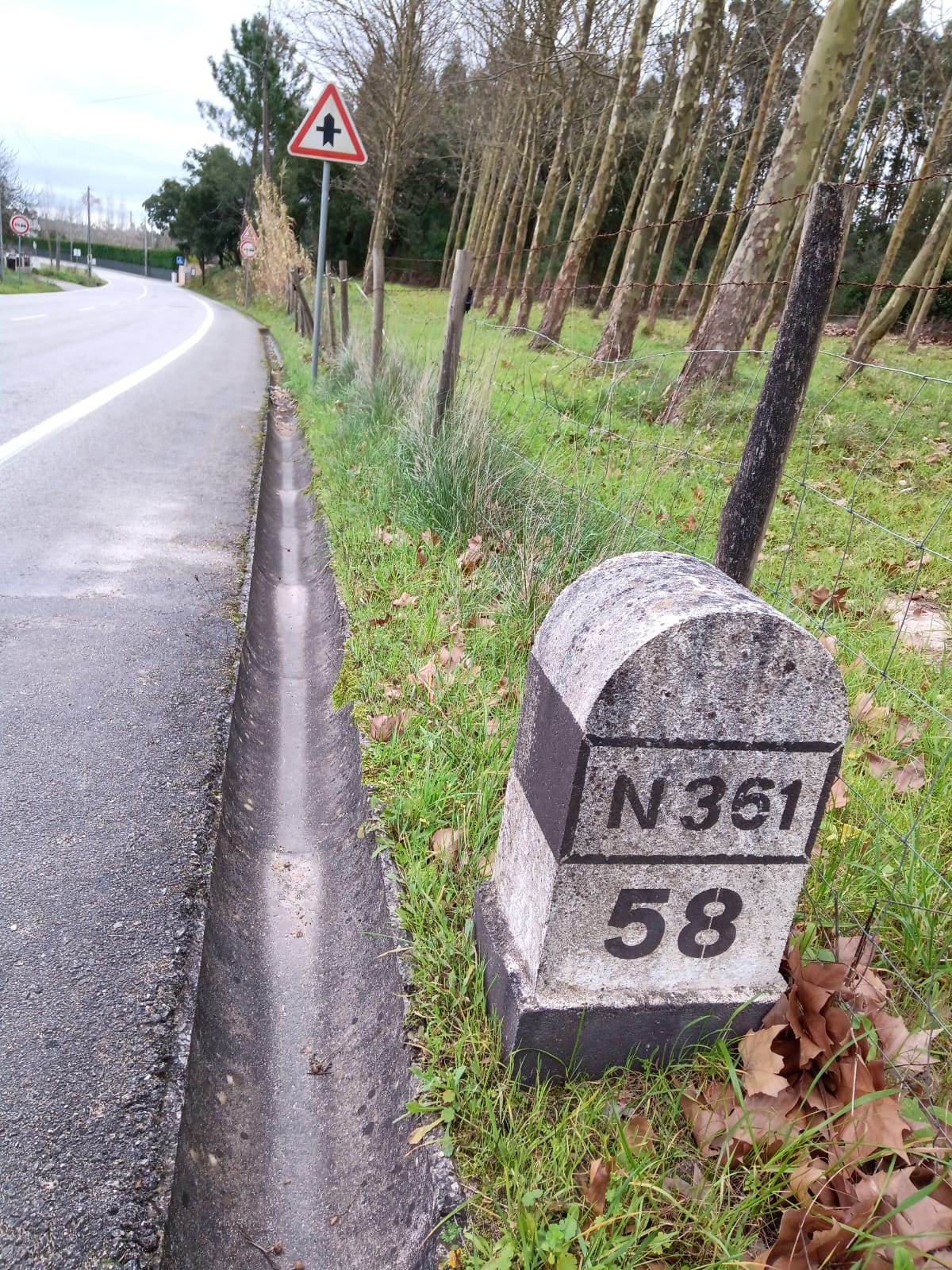
Marco Miriamétrico, assinalando o trajeto da Estrada Nacional n.º 361 na Localidade de Coutada de Cima

A EN 361 é uma estrada nacional que integra a rede nacional de estradas do Plano Rodoviário Nacional. 
A EN 361 foi criada pelo Plano Rodoviário Nacional de 1945 (PRN 45 - Plano Rodoviário Nacional 1945), classificada em projeto como estrada nacional de 3º classe. O projeto original desta estrada tinha como objetivo promover a uma ligação entre o litoral da região Oeste (sub-região) a zona periférica do Médio Tejo (sub-região) em Parceiros de São João  (Torres Novas) com uma extensão de 88 Km e um desnível positivo de 1523m.

## Galeria

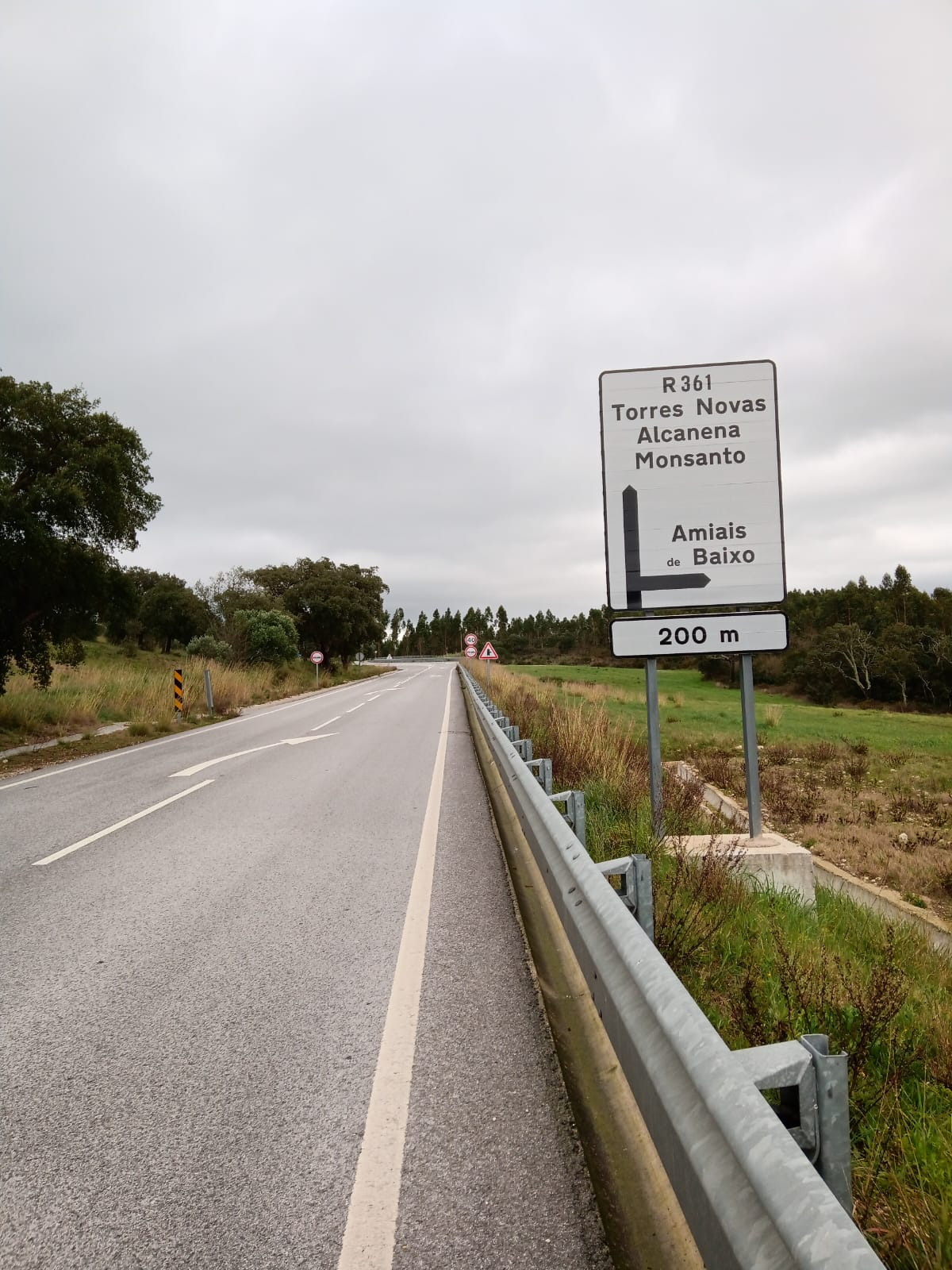
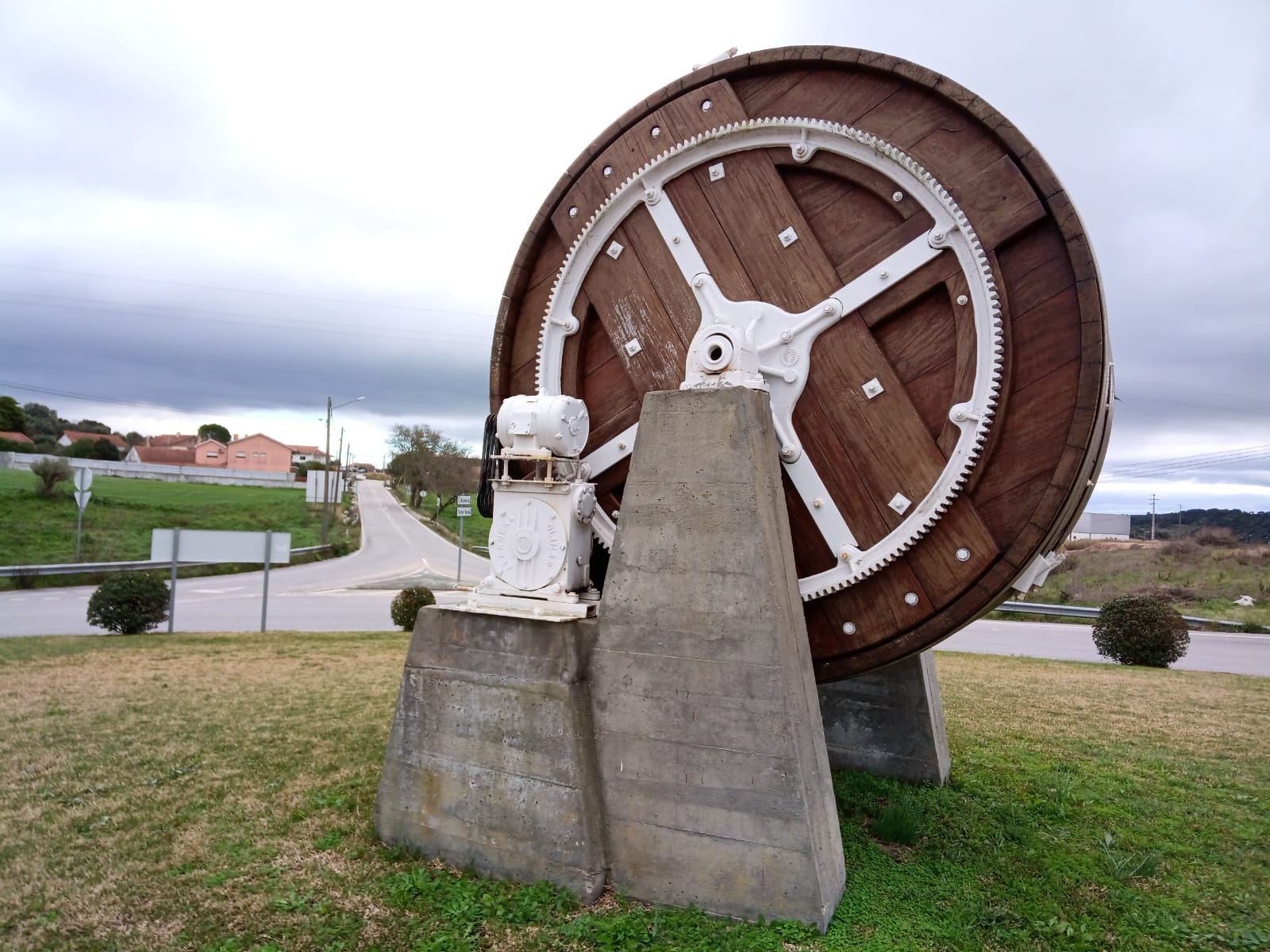

## Percurso

### Lourinhã – Parceiros de São João(inclui troços desclassificados)
| Nome da saída/Localidade intermédia | Município        | Estrada que liga      | Designação oficial    |
| ----------------------------------- | ---------------- | --------------------- | --------------------- |
| Lourinhã                            | Lourinhã         | N 247                 | N 361                 |
| Papagovas (Lourinhã)                | Lourinhã         |                       | N 361                 |
| Moita dos Ferreiros                 | Lourinhã         |                       | N 361                 |
| Vale Covo                           | Bombarral        | A 8                   | N 361                 |
| Bombarral                           | Bombarral        | N 8                   | N 361                 |
| Sanguinhal                          | Bombarral        |                       | N 361                 |
| Vermelha (Cadaval)                  | Cadaval          | Troço desclassificado | Troço desclassificado |
| Dagorda (Cadaval)                   | Cadaval          | Troço desclassificado | Troço desclassificado |
| Palhoça (Cadaval)                   | Cadaval          | N 366                 | N 361                 |
| A dos Francos                       | Caldas da Rainha |                       | N 361                 |
| Landal                              | Caldas da Rainha |                       | N 361                 |
| Bairradas (Rio Maior)               | Rio Maior        |                       | N 361                 |
| Rio Maior                           | Rio Maior        | N 114, N 1            | N 361                 |
| Fráguas (Rio Maior)                 | Rio Maior        |                       | R 361                 |
| Alcanede                            | Santarém         | N 362                 | R 361                 |
| Coutada de Cima (Santarém)          | Santarém         |                       | R 361                 |
| Amiais de Cima                      | Santarém         |                       | R 361                 |
| Monsanto                            | Alcanena         |                       | R 361                 |
| Alcanena                            | Alcanena         | N 365-4               | R 361                 |
| Parceiros de São João               | Torres Novas     | N 3                   | R 361                 |

## Ramais
N 361-1: Para Estação de Outeiro